# Кевин Федерлајн
Кевин Федерлајн (енгл. Kevin Federline; Фрезно, 21. март 1978) је амерички репер, рвач, модел и глумац.
Био је дуго у вези са америчком глумицом Шар Џексон, али је у јавности свакако најпознатији по томе што је две године провео у браку са америчком поп певачицом Бритни Спирс. Њихов развод је дуго представљао једну од најважнијих тема у америчкој јавности, поготово када је почео судски поступак за утврђивање старатељства над њиховом децом, Шоном Пристоном Федерлајном и Џејденом Џејмсом Федерлајном. Од јануара 2008. године, Федерлајн има потпуно старатељство над својим синовима.